# Ілсе де Рюйсхер
Ілсе де Рюйсхер (нар. 13 липня 1962) — колишня бельгійська тенісистка.
Найвищу одиночну позицію світового рейтингу — 308 місце досягла 15 лютого 1988, парну — 278 місце — 15 лютого 1988 року.

## Фінали ITF
| Турніри $10,000 |

### Одиночний розряд: 2 (0–2)
| Результат | Ранг | Дата           | Турнір            | Покриття | Суперниця        | Рахунок  |
| --------- | ---- | -------------- | ----------------- | -------- | ---------------- | -------- |
| Поразка   | 1.   | 16 лютого 1987 | Денен, Франція    | Ґрунт    | Регіна Райхртова | 1–6, 1–6 |
| Поразка   | 2.   | 4 січня 1988   | Йоганнесбург, ПАР | Тверде   | Лінда Барнард    | 4–6, 3–6 |

### Парний розряд: 1 (0–1)
| Результат | Ранг | Дата           | Турнір                  | Покриття | Партнерка  | Суперниці                | Рахунок       |
| --------- | ---- | -------------- | ----------------------- | -------- | ---------- | ------------------------ | ------------- |
| Поразка   | 1.   | 20 квітня 1987 | Лондон, Велика Британія | Тверде   | Валда Лейк | Джо Луїс Фредерік Мартен | 1–6, 7–5, 4–6 |